# Flughafen Agen

i7
i11
i13
Der Flughafen Agen-La Garenne (IATA-Code: AGF, ICAO-Code: LFBA) ist ein französischer Regionalflughafen. Er liegt rund 4 Kilometer südwestlich von Agen in der Gemeinde Le Passage im Département Lot-et-Garonne, Region Nouvelle-Aquitaine.

## Technik am Flughafen
Am Flughafen kann JET A1 und AVGAS 100 LL getankt werden. ILS Cat I ist vorhanden.

## Geschichte
Auf dem Gelände befand sich vor dem Ersten Weltkrieg eine Kavallerie- und Infanteriedivision. Erst 1913 fand hier der erste Flug statt.

## Flugverbindungen
Einzige Fluggesellschaft ist Hop!, die mehrmals täglich nach Paris-Orly fliegt (Stand: 2017).